# Hydora laticeps
Hydora laticeps is een keversoort uit de familie beekkevers (Elmidae). De wetenschappelijke naam van de soort werd in 1932 gepubliceerd door Carter & Zeck.